# Steamin' with the Miles Davis Quintet
Steamin' with the Miles Davis Quintet is een studioalbum opgenomen in 1956 door The Miles Davis Quintet in Rudy Van Gelder's studio ("Van Gelder Studio") in Hackensack, New Jersey. Het album werd uitgebracht in mei 1961.

## Achtergrond
In 1956 had Miles Davis een contract getekend bij het grote label Columbia Records. Zijn contract bij het kleine Prestige-label liep echter nog een jaar door en hij stemde er in toe dat hij in de loop van dat jaar genoeg materiaal voor vier albums zou opnemen om aan zijn verplichtingen te voldoen. In twee marathonsessies, op 11 mei en 26 oktober 1956 nam het kwintet liefst 24 nummers op. Deze werden verdeeld over vier albums, namelijk Steamin' with the Miles Davis Quintet, Relaxin' with the Miles Davis Quintet, Cookin' with the Miles Davis Quintet en Workin' with the Miles Davis Quintet.
Steamin' with the Miles Davis Quintet was het vierde en laatste album dat werd uitgebracht. Ook op dit album, net als op Relaxin' with the Miles Davis Quintet zijn er geen eigen nummers van Miles Davis, enkel covers van andere artiesten.Het betreft zes klassieke nummers die allen een eigen interpretatie hebben gekregen.
Surrey with the Fringe on Top is een nummer uit de musical Oklahoma uit 1953 van Rodgers en Hammerstein. Het opnemen van dit stuk zette andere jazzmuzikanten ertoe aan dit te spelen. Salt Peanuts is een bekend nummer van Dizzy Gillespie uit 1942. Something I Dreamed Last Night is een klassiek nummer, vaak gecoverd door onder andere Marlene Dietrich, Julie London, Johnny Mathis en Sarah Vaughan, en ook door John Coltrane op zijn album Bahia uit 1958. Diane is een nummer van Ernö Rapee en Lew Pollack, en werd oorspronkelijk geschreven voor de stomme film Seventh Heaven uit 1927 van Frank Borzage. Well, You Needn't is een nummer van Thelonious Monk uit 1944. When I Fall in Love is een lied geschreven door Victor Young en Edward Heyman in 1952.

## Nummers
1. Surrey with the Fringe On top - 9:04
2. Salt Peanuts - 6:07
3. Something I Dreamed Last Night - 6:13
4. Diane - 7:49
5. Well, You Needn't - 6:18
6. When I Fall in Love - 4:24

## Bezetting
- Miles Davis - trompet
- John Coltrane - tenorsaxofoon
- Red Garland - piano
- Paul Chambers - bas
- Philly Joe Jones - drums